# Amt Rödelheim
Das Amt Rödelheim war ein Amt der Grafschaft Solms-Rödelheim.

## Geschichte
Kern der Machtausübung in Rödelheim war die Rödelheimer Burg. Mit dem Tod von Frank XII. von Kronberg im Jahre 1461 erbte Solms die Hälfte von Burg und Ort Rödelheim. 1569 kam es zu einem Vergleich, als die Grafen von Solms den Frankfurter Anteil an Rödelheim gegen drei Viertel des Dorfes Niederrad eintauschten. Somit waren die Grafen von Solms im Alleinbesitz.
Die Familie der Grafen von Solms-Rödelheim spaltete sich 1607 als jüngere Linie von der Grafschaft Solms-Laubach ab, die wiederum eine jüngere Linie der Grafschaft Solms-Lich war. Im Jahr 1607 teilte Graf Johann Georg die Grafschaft unter seinen beiden ältesten Söhnen auf. Graf Friedrich (1574–1636) erhielt Rödelheim, Assenheim und Petterweil und wurde damit zum Begründer des Zweiges Solms-Rödelheim. Die Residenz befand sich zunächst im Rödelheimer Schloss.
Bis ins späte 17. Jahrhundert verfügte Solms-Rödelheim über keine Zentralverwaltung. Im Amt Rödelheim leitete ein Amtmann die Geschäfte und ein Keller verantwortete die Finanzen. Da die Kellerei Rödelheim die weitaus größte der Grafschaft war und räumlich am Hofe lag, übernahm sie zugleich die Aufgaben einer Zentral- und Hofverwaltung.
1682 wurde die Kanzlei als oberste Verwaltungsbehörde und 1695 das Amt des Landkassierers, dem die Rentkammer unterstand, als oberste Finanzbehörde der Grafschaft geschaffen. Damit verschwanden die Kellereien der Ämter und den Amtmännern war ein Geld- und Fruchtschreiber nachgeordnet, die die Einnahmen an die Rentkammer ablieferten.
1787 verwaltete das Amt Rödelheim folgende Rödelheimer Besitzungen:
- Burg-Gräfenrode (1/3)
- Niederursel (solmsischer Anteil; Mitherr war die Reichsstadt Frankfurt)
- Petterweil (1/2; Mitherr war die Landgrafschaft Hessen-Darmstadt) mit dem Beinhardshof
- Praunheim (1/2; Mitherr war die Grafschaft Hanau)
- Rödelheim
- das höfische Gericht zu Soden

Burg-Gräfenrode sowie Petterweil und der Beinhardshof wurden früher im 18. Jahrhundert jeweils auch als eigenes Amt Burg Gräfenrode bzw. Amt Petterweil geführt.
Mit der Rheinbundakte wurde die Grafschaft Solms-Rödelheim mediatisiert und das Amt Rödelheim kam zum Großherzogtum Hessen. Der Graf von Solms-Rödelheim behielt als Standesherr umfangreiche Rechte und die erstinstanzliche Rechtsprechung wurde in hessischem und solmsischen Namen vorgenommen. 1821 erfolgt in Hessen-Darmstadt die Trennung der Rechtsprechung von der Verwaltung. Die Aufgaben der Verwaltung gingen auf den Landratsbezirk Vilbel über, die Rechtsprechung übernahm das Landgericht Großkarben.